# 체라 왕조
체라(말라얄람어: ചേര, 타밀어: சேரர்)는 남인도의 말라바르 해안과 서고츠산맥의 여러 지역을 통일한 힌두 상감 시대의 왕조이다.
체라 왕조는 지리적으로 광범위한 인도양 해상 무역을 통해 이익을 얻을 수 있는 좋은 위치에 있었다. 중동 및 그리스-로마 상인들과 향신료, 특히 후추를 교환한 것은 여러 자료에서 입증된다.  초기 역사 시대(기원전 2세기 – 기원전 3세기)의 체라인들은 케랄라의 쿠타나드에 원래 중심지를 두었으며 인도양 해안(케랄라)의 무치리와 톤디(틴디스)에 항구를 두었다고 알려져 있다. 그들은 남쪽의 알라푸자와 북쪽의 카사라고드 사이의 말라바르 해안 지역을 통치했다. 코임바토르 주변 지역은 기원전 1세기부터 4세기 사이의 상암 시기에 체라에 의해 지배되었고, 이는 말라바르 해안과 타밀나두 사이의 주요 무역로인 팔라크카드산맥의 동쪽 입구 역할을 했다. 그러나 오늘날 케랄라주의 남부 지역(티루바난타푸람과 남부 알라푸자 사이의 해안 지대)은 마두라이의 판디아 왕조와 더 관련이 있는 아이 왕조의 지배하에 있었다.
역사적으로 팔라바 이전의 초기 체라 정치는 주로 '목축-농경 겸업'과 '약탈적 정치'에 의해 형성된 '친족 기반 재분배 경제'로 묘사되곤 한다. 오래된 타밀 브라흐미 동굴 라벨에 새겨진 일람 카둥고는 페룸 카둔고의 아들이자 이룸포라이 일족의 코 아탄 체랄의 손자로 묘사되어 있다. 브라흐미 전설이 새겨진 초상화 동전에는 여러 체라 이름이 나와 있으며, 체라의 상징인 활과 화살이 뒷면에 묘사되어 있다. 초기 상감 문학의 선집은 초기 체라에 대한 정보의 주요 자료이다. 센굿투반은 상감 서사시 실라파티카람의 주요 여성 인물인 칸나키를 둘러싼 전승으로 유명하다.  상감 시대가 끝난 후 기원전 3~5세기경에는 체라족의 세력이 상당히 쇠퇴한 시기가 있었던 것으로 보인다.
콩구나두의 체라 왕조는 중세 초기에 오늘날의 케랄라주 동부와 타밀나두주 서부의 불과 몇 킬로미터를 지배한 것으로 알려져 있다. 현재 중앙 케랄라와 콩구 체라족은 서기 8~9세기경에 분리되어 체라 페루말 왕국과 콩구 체라 왕국(서기 9~12세기경)을 형성했다. 체라 통치자들의 다양한 분파들 사이의 관계의 정확한 성격은 불분명하다. 그 후, 오늘날의 케랄라주와 콩구나두의 일부 지역은 자치권을 갖게 되었다. 중세 인도 남부의 주요 왕조인 찰루키아, 팔라바, 판디아, 라슈트라쿠타, 촐라 왕조가 콩구 체라를 정복한 것으로 보인다. 콩구 체라는 서기 10~11세기경에 판디아 정치 체제에 흡수된 것으로 보인다. 페루말 왕국이 해체된 후에도 왕실 비문과 사원 보조금, 특히 케랄라 외부에서 내려온 비문은 이 나라와 국민을 계속해서 "체라 또는 케랄라"로 지칭했다.
케랄라 남부의 콜람 항구에 기반을 둔 베나드(베나드 체라 또는 쿨라세카라)의 통치자들은 자신들의 조상이 페루말족이라고 주장했다. 체라나드는 코지코드 왕국에 있던 옛 지방의 이름이기도 했는데, 오늘날의 티루랑가디와 말라푸람구의 티루르 탈루크들 포함하고 있었다. 나중에 말라바르가 영국령 인도의 지배를 받게 되었을 때 이 지역은 말라바르구의 탈루크가 되었다. 체라나드 탈루크의 소재지는 티루랑가디 마을이었다. 훗날 체라나드 탈루크는 에라나드 탈루크와 통폐합되었다.

## 어원
드라비다어 계통의 "체라"라는 칭호는 "체라만" 및 "체랄라르/체랄"과 같은 변형과 "케랄라푸트라" 또는 "케랄라"와 같은 다양한 인도아리아어군에 해당하는 이름과 함께 통치 왕조나 가문, 민족, 그리고 그들과 관련된 지리적 지역을 지칭한다. "체라만"이라는 칭호는 일반적으로 "체라만"이라는 문구의 축약형으로 여겨지며, 이는 또한 "케랄라푸트라"라는 용어의 원래 뿌리로 간주된다.
"체라"라는 용어의 어원은 역사학자들 사이에서 여전히 상당한 추측을 불러일으키는 논쟁거리이다.
1. 고대 타밀어 "체랄람"은 아마도 "산맥"을 의미하며, 케랄라주 또는 말라바르 해안의 산악 지형과의 연관성을 시사한다.[19][20]
2. 체라라는 이름은 "해변"을 의미하는 타밀어 "체르푸"에서 유래했을 수 있다(말라바르 해안).[21]

역사 연구에서 여러 추가 이론도 제시되었다.
체라라는 칭호는 말라얄람어 단어 케람("코코넛 야자"를 의미)에서 유래한 것으로 보일 수 있다. 그러나 케람이라는 용어 자체는 케랄라라는 이름에서 유래한 것으로 여겨지며, 이는 체라 왕조와 확실히 연결될 수 있다. 또는 일부에서는 케람이 단순히 "코코넛 나무"를 의미하는 산스크리트어 날리케라의 축약형이라고 제안한다.

### 체라라는 용어의 변형
고대 비타밀어 자료에서는 체라족을 다양한 이름으로 언급한다. 체라족은 아소카 황제의 팔리어 칙령(기원전 3세기, 제2호 및 제12호 암각 칙령)에서 케달라푸토(산스크리트어: "케랄라 푸트라")로 언급된다.
가이우스 플리니우스 세쿤두스와 클라우디오스 프톨레마이오스는 체라족을 각각 카엘로보트로스와 케로보트로스라고 불렀으며, 그리스-로마 무역 지도인 에리트레아 항해지에서는 체라족을 케프로보트라스라고 언급한다. 이 모든 그리스-로마 이름은 아마도 인도아리아어군 용어 "케달라 푸토/케랄라푸트라"의 변형일 것이다.

## 자료
아루나타르말라이, 벨라유담팔라얌 (푸갈루르)
- 아탄 체[라]르 이루포라이/이룸푸라이
- 페룸 카둔곤
- 카둔곤 일람 카둔고

### 인도아리아어군 자료

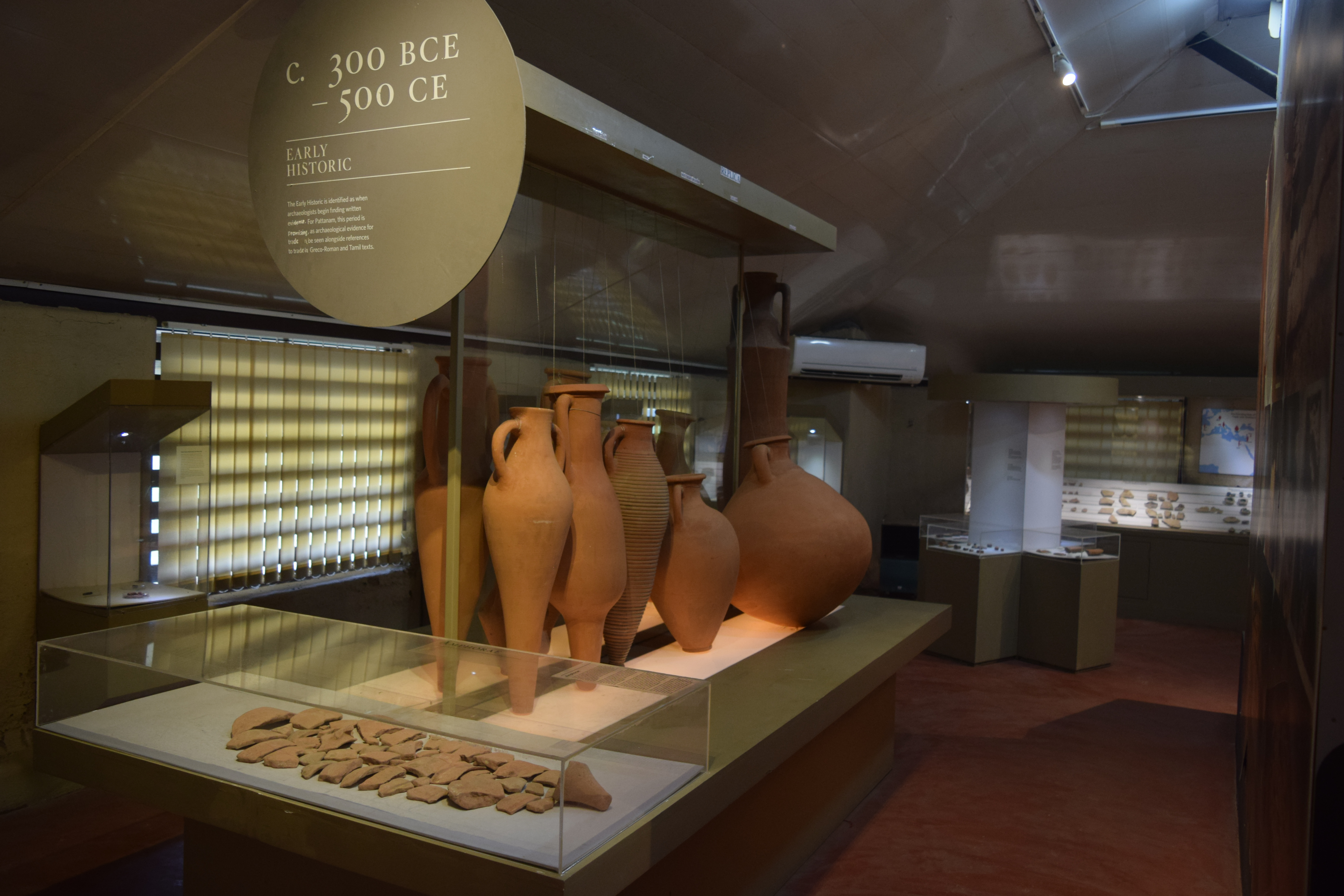
파타남 발굴지에서 발견된 암포라 조각.

체라족은 아소카 황제의 팔리어 칙령(기원전 3세기, 제2호 및 제12호 암각 칙령)에서 케달라푸토(산스크리트어: "케랄라 푸트라")로 언급된다. 카트야야나(기원전 3~4세기경), 철학자 파탄잘리(기원전 5세기경), 마우리아의 정치가이자 철학자 카우틸랴(차나키야)( 기원전 3세기-4세기c.)의 작품에 간략히 언급되어 있다. 산스크리트어 문법학자 파니니(기원전 6~5세기경)는 케랄라 민족이나 땅을 언급하지 않았다.

### 그리스-로마 자료
체라족을 언급하는 가장 오래된 그리스-로마 기록은 서기 1세기의 가이우스 플리니우스 세쿤두스의 기록, 에리트레아 항해지 텍스트, 그리고 2세기의 클라우디오스 프톨레마이오스의 기록이다.

### 금석문 자료

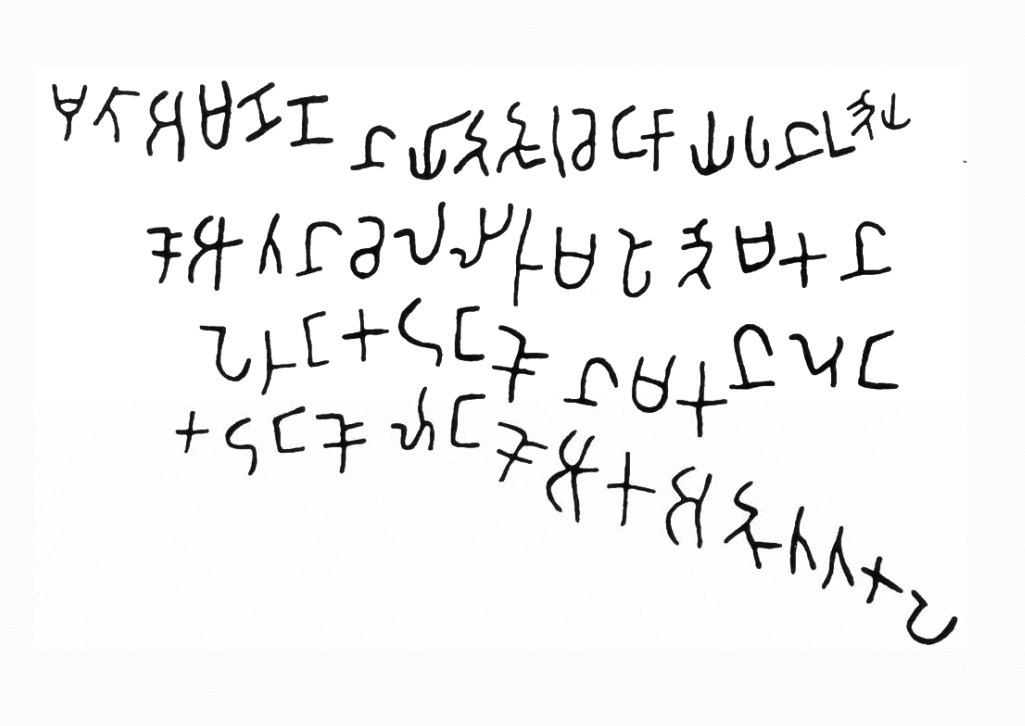
브라흐미 문자 비문, 카루르 근처 푸갈루르

고고학자들은 초기 체라족의 금석문 및 화폐 증거를 발견했다.
- 카루르 근처 푸갈루르에서 발견된 거의 동일한 두 개의 타밀-브라흐미 비문(서기 2세기경)은 3대에 걸친 체라 통치자를 묘사한다. 이 비문들은 페룸 카둔곤의 아들이자 코 아탄 체[라]르 이루포라이/이룸푸라이 왕의 손자인 카둔곤 일람 카둔고의 취임에 따라 자이나교 승려 첸카야판을 위한 암자 건설을 기록한다.[29][30]
- 서고츠산맥 에다칼에서 체라("카툼미 푸타 체라"; 카툼미 푸트라 체라)라는 단어를 포함하는 짧은 타밀-브라흐미 비문이 발견되었다(서기 3세기경).[29][30]
- 같은 장소에서 발견된 또 다른 짧은 비문은 "코 아탄"이라고 읽히며, 이는 다른 체라 통치자를 지칭하는 것일 수 있다(서기 3세기경).[29][30]
- 코두마날, 아이야말라이, 아라찰루르와 같은 다른 지역에서도 타밀-브라흐미 비문을 찾을 수 있다.[31]

### 카루르와 파타남 발굴
고고학적 발견은 현대 카루르, 즉 아마라바티 강변의 고대 체라 수도인 반치/카루부르가 고대 남인도의 주요 정치 및 경제 중심지였음을 확인시켜 준다. 특히 보석 제작 및 내륙 무역의 중요한 공예 생산 중심지였다. 카루르 발굴에서는 활과 화살과 같은 체라 상징이 새겨진 엄청난 양의 구리 동전과 로마 암포라 조각이 발견되었다. 카루르 근처의 벨라부르와 아마라바티 강변에서는 엄청난 양의 로마 동전이 발견된 것으로 유명하다. 희귀한 체라 기증 비문이 타밀-브라흐미 문자로 새겨진 푸갈루르는 카베리 강 남쪽 강변에 위치한 카루르에서 북쪽으로 약 10마일 떨어져 있다. 케랄라 해안의 무치리와 톤디와 같은 항구에서 팔갓 간격을 통해, 노이얄 강을 따라, 코두마날을 거쳐 타밀나두 내륙의 카루르까지 이어지는 고대 무역로 또한 광범위한 고고학적 증거를 통해 추적될 수 있다.
역사학자들은 체라 왕국의 가장 중요한 항구이자 말라바르 해안의 수도였던 타밀어로 무치리라고 알려진 무지리스의 정확한 위치를 아직 정확히 밝혀내지 못했다. 그러나 코치 근처 파타남에서의 고고학적 발굴은 이 위치와의 동일성을 점점 더 시사한다. 파타남은 홍토암, 석회, 점토로 만들어진 벽돌로 된 부두 유적으로 유명하다. 다른 발견물로는 암포라 조각, 테라 시길라타, 홍옥수 인탈리오, 로마 유리 조각 등이 있다. 로마 동전은 중앙 케랄라와 코임바토르-카루르 지역(코타얌-말라바르, 발루발리, 에얄, 벨라루르, 카탄칸니)에서 대량으로 발견되었다.

### 화폐학적 발견

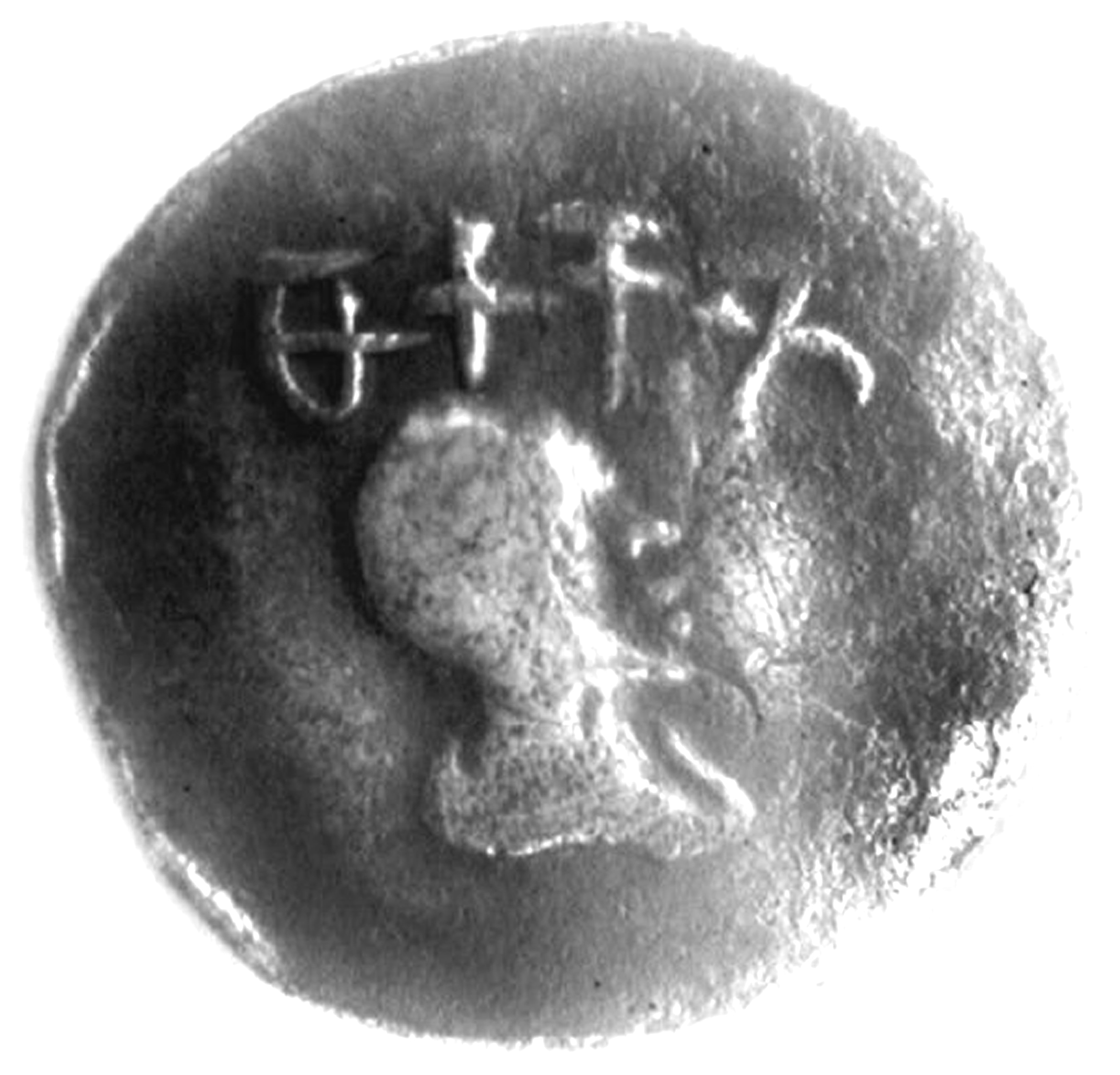
전설이 새겨진 체라 동전 "막코다이"

주로 중앙 타밀나두의 아마라바티강 강바닥에서 회수된 왕조 동전은 이 시기에 대한 귀중한 역사적 통찰력을 제공한다. 표면이나 우연히 발견되거나 개인 소장품으로 보관된 이 동전들은 주로 펀치 마크 디자인으로 구성된다. 일반적으로 사각형 모양이며 구리, 그 합금 또는 은으로 만들어졌으며, 앞면에는 체라의 전통적인 상징인 활과 화살이 자주 그려져 있으며, 때로는 전설이 함께 새겨져 있다. 제국 마우리아 동전을 모방하고 뒷면에 체라 활이 있는 은화 펀치 마크 동전도 보고되었다. 펀치 마크 동전 주조용 청동 주형은 카루르 강바닥에서 발견되었다(체라 주조소가 존재했음을 나타냄). 또한, 체라 시대에 속하는 수백 개의 구리 동전이 중앙 케랄라의 코친 파타남에서 발굴되었다. 체라족이 은 로마 동전에 추가 타격을 가했다는 것도 알려져 있다.

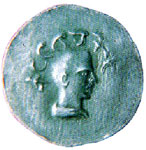
전설이 새겨진 체라 동전 "쿠투반 코다이"

중앙 타밀 지역에서 발견된 다른 주요 유물로는 여러 점의 은화 인물 동전이 있는데, 그 중 하나는 카루르 근처 크리슈나 강바닥에서 발견된 것으로, 그 위에 타밀-브라흐미 문자 "막코다이"라는 전설이 새겨진 초상화가 있다. 또 다른 하나는 초상화와 그 위에 "쿠투반 코다이"라는 전설이 새겨져 있다. 이 두 불순한 은화는 잠정적으로 서기 1세기경 또는 그 직후로 추정된다. 두 동전의 뒷면은 비어 있다. "콜리푸라이"/"콜리포라이" 및 "콜-이룸포라이"라는 체라 전설이 새겨진 불순한 은화 또한 카루르에서 발견되었다. 로마식 털 장식 투구를 쓴 인물을 묘사한 은화도 카루르의 아마라바티 강바닥에서 발견되었는데, 그 뒷면에는 체라 가문의 전통적인 상징인 활과 화살이 새겨져 있다.
막코다이 동전의 거시적 분석은 동시대 로마 동전과의 강한 유사성을 보여주며, 인물 동전은 일반적으로 로마 주화의 모방으로 간주된다. 전설은 체라 통치자의 이름이나 칭호를 나타내며, 일반적으로 앞면에 타밀 브라흐미 문자로 새겨져 있으며, 뒷면에는 종종 활과 화살 상징이 있다. 체라와 촐라 사이의 동맹 증거는 연합 동전에서 볼 수 있는데, 앞면에는 촐라 호랑이가, 뒷면에는 체라 활과 화살이 그려져 있다. 또한, 스리랑카 기원으로 추정되는 락슈미 유형 동전이 카루르에서 발견되었다.

## 가자바후-첸굿투반 동시성

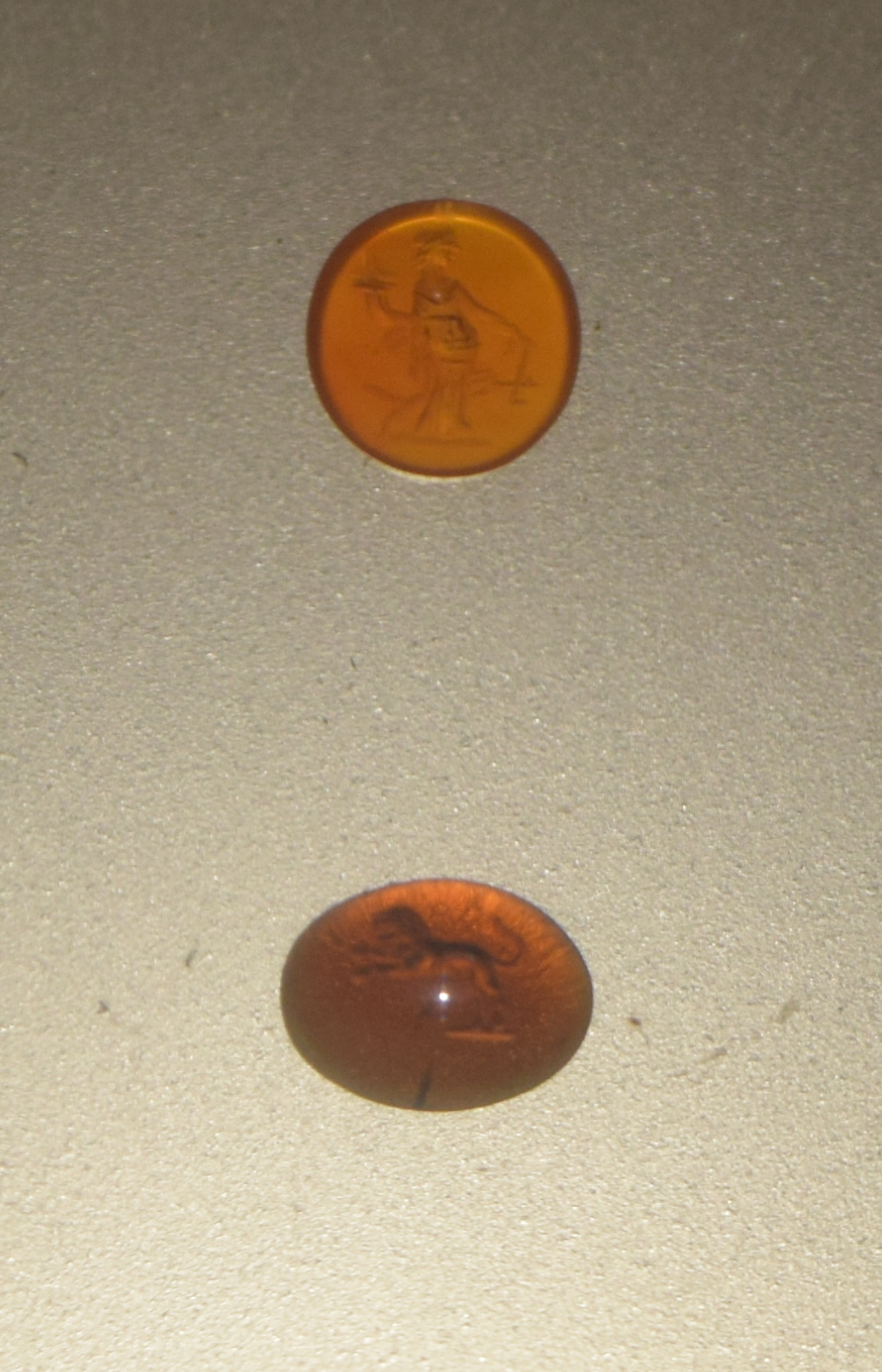
말라바르 해안에서 발견된 홍옥수 인탈리오.

초기 타밀 문헌 또는 상감 문학에 묘사된 사건들은 타밀 서사시 실라파티카람의 특정 구절에서 파생된 가자바후-첸굿투반 동시성에 기반하여 서기 1세기 또는 2세기경으로 날짜가 매겨진다. 많은 추측에 의존함에도 불구하고, 이 방법은 상호 보완적인 금석학적 및 고고학적 증거가 가자바후 연대기를 광범위하게 지지하는 것으로 보이므로, 초기 역사 시대 남인도의 연대기를 확정하는 핵심으로 간주된다.
실라파티카람의 저자인 일랑고 아디갈은 서사시의 중심 인물인 유명한 체라 통치자 첸굿투반을 자신의 형으로 묘사한다. 그는 또한 반치에 파티니 여신(칸나키)을 위한 사원 봉헌식을 언급한다. 시에 따르면, 스리랑카의 2세기 통치자인 가자바후와 동일시되는 가자바후라는 왕이 반치에서 열린 파티니 사원 봉헌식에 참석한 사람들 중 하나였다. 이 맥락에 따라 첸굿투반과 다른 체라 통치자들은 1세기 또는 2세기 마지막 사분기로 날짜가 매겨질 수 있다.

## 타밀어 자료에서 본 정치사
기원전 2세기부터 서기 3세기c.까지의 광범위한 타밀어 문헌, 즉 상감 문학은 여러 체라, 촐라, 판디아 통치자들을 묘사한다. 이 찬양적인 시적 찬가는 종종 통치자들의 업적과 덕목을 찬미하며, 아마도 그들의 정치적 권력을 정당화하는 역할을 했을 것이다.
이 중에서 체라족에 대한 가장 중요한 자료는 파티루파트투, 아가나누루, 푸라나누루이다. 에투토카이 전집의 네 번째 책인 파티루파트투는 체라 가문의 여러 통치자(및 가능한 후계자)를 언급한다. 각 체라족은 궁정 시인이 부른 10개의 노래에서 찬양받는다. 파티루파트투라는 제목은 각각 10개의 가사로 구성된 10개의 텍스트가 있었음을 나타내지만, 이 중 2개는 아직 발견되지 않았다. 또한, 이 컬렉션은 아직 연결된 역사와 확정된 연대기로 정리되지 않았다.
| 체라 (10곡과 음유시인) |
| --- |
| 우티얀 체랄라탄 |
| 우티얀 체랄라탄은 일반적으로 상감 문헌에서 알려진 체라 가문의 가장 초기 통치자이자 파티루파트투의 유실된 첫 10곡의 가능한 주인공으로 간주된다. 푸라나누루에 따르면, 그는 "바나바람반"(신들의 사랑을 받는 자)이라는 칭호로 알려졌다. 그는 푸라나누루와 아가나누루에서 쿠루크셰트라 전쟁 동안 판다바와 카우라바를 위해 큰 잔치("페룸 초트루")를 준비한 체라 통치자로 묘사된다. 그는 벨리얀 벤만의 딸인 날리니와 결혼하여 네둠 체랄라탄의 아버지가 되었다. 우티얀 체랄라탄은 아마도 촐라 통치자 카리칼라와 베니 전투에서 싸우다가 등에 부상을 입은 페룸 체랄라탄과 동일 인물일 것이다. 불명예를 견디지 못한 체라족은 서서히 굶어 죽음으로써 삶을 마감했다. |
| 네둠 체랄라탄 (10곡 II, 칸나나르) |
| 네둠 체랄 아탄은 우티얀 체랄 아탄과 벨리얀 날리니의 아들로, 체라 왕조의 저명한 통치자였다. 그는 "이마야바람반"이라는 칭호로 알려졌으며, "일곱 왕"을 정복하여 아디라자 칭호를 얻은 것으로 칭송받았다. 시인 칸나나르는 그가 쿠마리에서 히말라야까지 적들을 물리치고 히말라야에 체라 활 문장을 새긴 그의 정복을 칭송한다. 그는 환대로 유명했으며, 칸나나르에게 움바르 카투의 일부를 선물했다. 그의 가장 큰 적 중 하나는 카담부족(아마도 카담바족)으로, 그는 전투에서 그들을 물리쳤다. 그는 또한 바다를 건너 카담부 나무로 보호되는 섬을 정복했다고 전해진다. 시인 마물라는 만타이 정복을 칭송한다. 그는 또한 야바나족을 처벌하고 몸값을 받아낸 것으로도 유명하다. 네둠 체랄라탄은 때때로 쿠다코 네둠 체랄라탄과 동일시된다. 그의 통치 기간 동안, 촐라 통치자 네이탈랑카날 일람 체투 첸니가 체라족에 속한 파말루르 영토를 점령했다. 이로 인해 체라족과 촐라족 사이에 포르에서 격렬한 전투가 벌어졌고, 두 통치자 모두 전사했다. |
| 팔리아나이 셀 켈루 쿠투반 (10곡 III, 팔라이 카우타마나르) |
| 우티얀 체랄 아탄의 아들 (이마야바람반 네둠 체랄 아탄의 남동생). "콩카르 나두"의 정복자로 인정받는다. 푸지 나두와 체루푸 및 아이야이 산맥의 영주로 묘사된다. 본부는 페리야르 강 어귀에 위치했다. |
| 카랑카이 칸니 나르무디 체랄 (10곡 IV, 카피야투쿠 카피야나르) |
| 이마야바람반의 아들. 나르무디 체랄은 네둠미달 안지(타가두르의 아디가이만/사티야푸트라와 동일시됨)를 상대로 원정을 이끌었다. 처음에는 파지 전투에서 에지말라이의 난난에게 패했지만, 나중에는 바카이 페룸 투라이 전투에서 난난을 물리치고 죽였다. 서해와 동해에서 가져온 성수(코끼리 릴레이로 운반)를 사용하여 대관식을 거행했다. "바나바람반"으로도 알려져 있다. |
| 센굿투반 (10곡 V, 파라나르) |
| 네둠 체랄라탄의 아들. "카달 피라코티야" 첸굿투반은 "카달로티야" 벨 케주 쿠투반과 동일시된다. 첸굿투반은 네둠 체랄라탄의 아들이었다. "카달 피라코티야" 첸굿투반은 초기 체라족의 가장 명성 높은 통치자였다. 그의 통치 아래, 체라 영토는 동쪽의 콜리말라이(카루르 반치 근처)에서 서쪽 해안의 톤디와 만타이(케랄라)까지 확장되었을 것으로 추정된다. 그는 또한 쿠투반(쿠투바르족의 영주 또는 쿠타나두의 지배자)으로도 묘사된다. 첸굿투반은 촐라 왕국의 계승 분쟁에 성공적으로 개입하여 그의 친척인 킬리를 촐라 왕좌에 앉혔다. 킬리의 경쟁자들은 바일(아마도 우라이유르 근처) 전투에서 패배했다. 그는 "비얄루르"라는 다른 지역(아마도 에지말라 지역)에서 큰 승리를 거두었다. 첸굿투반은 그의 전사들과 함께 "이둠빌"이라는 장소에 야영했다. 콩구 지역에 있었을 것으로 추정되는 코도쿠르의 "요새"도 파괴되었다. 첸굿투반은 모쿠르 만난(첸굿투반의 동맹 중 한 명은 모쿠르족의 적이었던 아루카이였다)이라는 전사를 물리쳤다고 전해진다. 타밀 서사시 실라파티카람에 따르면, 첸굿투반은 여신 칸나키 파티니의 우상을 위한 성석을 히말라야에서 가져오기 위해 북인도의 갠지스 강 계곡으로 군대를 이끌었다. 이 시는 첸굿투반의 아내를 "일랑고 벤말"이라고 부른다. 카담바족은 실라파티카람에서 체라 통치자의 숙적으로 묘사된다. 그는 또한 무력 캠페인(실라파티카람)에서 콩가르족(콩구족)을 정복했다. |
| 아두 코투 파투 체랄라탄 (10곡 VI, 캇카이 파디니야르 나첼라이야르) |
| 벨 케주 쿠투반의 후계자. 네둠 체랄라탄의 아들이자 나르무디 체랄의 형제. 아마도 베니 전투에서 촐라 카리칼라와 싸웠던 페룸 체랄라탄과 동일 인물일 것이다. 베니 전투에서 체랄라탄은 카리칼라에게 등 뒤에 부상을 입었다. 불명예를 견딜 수 없었던 체라족은 서서히 굶어 죽음으로써 자살했다. 나라부 항구를 통제했다. |
| 셀바 카둠코 발리아 아탄 (10곡 VII, 카필라르) |
| 안투반 체랄의 아들. 셀바 카둠코 발리아 아탄은 판다르와 코두마남(코두마날)을 지배했다. 그는 아마도 네둠 체랄라탄의 아내의 여동생과 결혼했을 것이다. 셀바 카둠코는 판디아 왕조와 촐라 왕조의 연합군을 물리쳤다. 페룸 체랄 이룸포라이의 아버지. 치카르 팔리에서 사망했다. 만타란 포라이얀 카둠코와 동일시된다. 파춤 푸투 포라이얀과 페룸푸투 포라이얀. 그는 푸갈루르의 아라나타르-말라이 비문(서기 2세기경)에 언급된 코 아탄 체[라]르 이룸포라이와 동일시된다. |
| 페룸 체랄 이룸포라이 (10곡 VIII, 아리칠 키자르) |
| "타가두르 에린타" 페룸 체랄 이룸포라이는 타가두르에서 판디아, 촐라, 그리고 타가두르 족장 아디가만 에지니의 연합군을 물리쳤다. 그는 "푸지나두의 영주", "콜리말라이의 영주", 그리고 "[품]푸하르의 영주"로 불렸다. 푸하르 시는 고대 촐라의 본부였다. 페룸 체랄 이룸포라이는 또한 카주발(카주불)이라는 작은 이다야르 족장의 영토를 합병했다. 그는 때때로 "코다이 마르파"라고 불린다. 그는 일람 체랄 이룸포라이의 아버지였다. |
| 일람 체랄 이룸포라이 (10곡 IX, 페룬쿤두르 키자르) |
| 일람 체랄 이룸포라이는 촐라 통치자 페룸 촐라, 일람 파자이얀 마란, 비치를 격파하고 "다섯 요새"를 파괴했다고 전해진다. 그는 "쿠다코" 또는 서쪽의 영주, 톤디의 영주, "콩가르 나두", "쿠투바르 나두", "푸지 나두"로 알려졌다. 그는 네둠 체랄라탄의 후손으로 묘사된다. |

다음 체라족은 푸라나누루 컬렉션에서 알려져 있다(일부 이름은 중복이다).
- 카루부르 에리야 올-발 코 페룸 체랄 이룸포라이[52] - 카루부르를 통치했다. 나리베루탈라이야르에게 칭찬받았다.[68]
- 카둠고 발리아 아탄[52]
- 팔라이 파디야 페룸 카둠코[69]
- 안투반 체랄 이룸포라이[52] - 셀바 카둠코 발리아 아탄(7대)의 아버지. 촐라 무디탈라이 코 페루나르 킬리(그의 코끼리가 카루부르로 방황한 것으로 유명하다)와 동시대 인물.[57]
- "야나이카차이" 만타람 체랄 이룸포라이는 동쪽의 콜리말라이(카루르 반치 근처)에서 서쪽 해안의 톤디와 만타이까지 통치했다. 그는 빌람킬 전투에서 적들을 물리쳤다. 유명한 판디아 통치자 네둠 체지안(서기 3세기 초[3])은 만타란 체랄을 포로로 잡았다. 그러나 그는 탈출하여 잃어버린 영토를 되찾을 수 있었다.[70][52]
- 코 코다이 마르반[52]
- 타가두르 에린타 페룸 체랄 이룸포라이[52]
- 쿠투반 코다이[52]
- 쿠다코 네둠 체랄 아탄[52]
- 페룸 체랄 아탄[52]
- 카나이칼 이룸포라이는 무반이라는 족장을 물리치고 투옥했다고 전해진다. 체라족은 그 후 죄수의 이빨을 잔인하게 뽑아 톤디 시의 성문에 심었다. 촐라 통치자 센간난에게 붙잡히자 카나이칼은 굶어 죽음으로써 자살했다.[70]
- 쿠다코 체랄 이룸포라이[52]
- 코탐발라투 툰치야 막코다이[52] - 아마도 아카나누루 (168)에 나오는 코탐발라투 툰치야 체라만과 동일 인물일 것이다.[53]
- 반찬[52]
- 카달로티야 벨 켈루 쿠투반[52]
- 만 벤코 - 판디아 왕조의 우그라 페루발루티와 촐라 왕조의 라자수얌 베타 페루나르 킬리의 친구.[71]

## 지리적 범위
초기 역사 시대 남인도 역사에 대한 최근 연구에 따르면, 세 주요 타밀 통치자—판디아, 체라, 촐라—는 관례적으로 각각 현재의 타밀나두에 위치한 마두라이, 반치-카루부르 (카루르), 우라이유르 (티루치라팔리)에 기반을 두었다. 이 초기 왕국들은 탐라파르니, 바이강, 카베리강과 같은 풍부한 농업 자원을 가진 강 평야에서 출현했을 수 있지만, 그들은 또한 각각 코르카이, 무치리 (무지리스), 푸하르 (카베리품파트티남)에 인도양에 주요 항구를 건설했다.
초기 역사 시대(팔라바 왕조 이전)의 체라국은 현재의 중앙 케랄라와 서부 타밀나두의 콩구 지역으로 구성되었다. 체라 가문의 여러 분파는 중앙 케랄라에서 동시에 통치했으며, 무치리-반치와 톤디를 두 개의 지역 본부로 삼았는데, 둘 다 인도양의 중요한 항구였으며, 콩구 지역(이룸포라이/포라이 분파)에서는 반치-카루르를 수도로 삼았는데, 이곳은 중요한 정치 및 경제 중심지였다. 이 방계 분파들은 체라국의 지도권을 놓고 경쟁했을 가능성이 있다. 케랄라의 남쪽 끝은 작은 아이 왕조가 지배했으며, 에지말라 통치자들은 북부 케랄라를 지배했다.

## 국가 형성

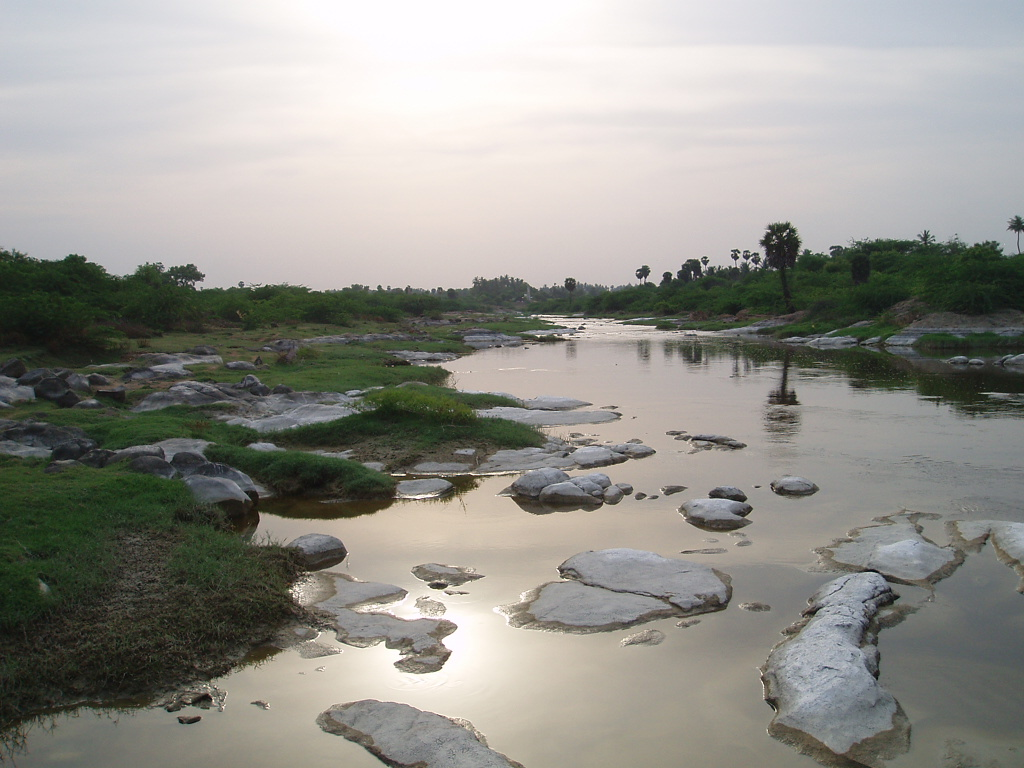
노이얄강

팔라바 이전(초기 역사) 남인도 정치 조직의 본질은 학자와 역사가들 사이에서 활발한 논쟁의 대상이다. 주요 논쟁점은 고고학적 증거와 함께 초기 타밀 시(또는 상감 문학)을 해석하는 것이다. 균형 잡힌 관점은 초기 역사 시대 남인도에 적어도 초보적인 국가 구조가 존재했음을 부정할 수 없다는 것이다.
일부 학자들은 초기 역사 시대 남인도의 발전이 국가 정치 체제 내에서 일어났다고 주장한다. 이 관점을 뒷받침하는 증거로는 타밀-브라흐미 비문, 왕조 주화 발행, 세련된 상감 문학, 마두라이와 반치-카루르와 같은 도시 중심지, 전문 공예품, 그리고 장거리 무역, 특히 해상 상업이 있다. 자원에 대한 차등 접근 및 통제에 대한 증거는 통치자들이 금화와 보석과 같은 값비싼 선물을 하사하는 시적 언급에서 찾을 수 있다. 통치자들은 인도양 향신료 무역을 통해 획득한 사치품의 주요 소비자였다. 그들은 또한 무치리와 코르카이와 같은 주요 무역항을 개발하고 초보적인 통행료와 관세를 부과했다. 푸갈루르 비문은 체라 왕을 코(Ko)라고 언급하며, 왕자들은 이름에 코(Ko) 또는 콘(Kon) 접미사를 사용했다. 또한, 체라 왕위 계승자의 취임식에 대한 언급은 아마도 계승의 구조화된 성격을 강조하는 것일 것이다.
초기 역사 시대 남인도의 정치 계층 최상위에는 세 명의 "면류관을 쓴 왕", 즉 벤다르(체라, 촐라, 판디아)가 있었는데, 각자는 왕실 휘장과 권력의 상징으로 구별되었다. 벨리르 군장으로 알려진 하위 통치자들은 벤다르에게 조공을 바쳐야 했을 것이다. 폭력적인 분쟁은 초기 역사 시대 남인도 정치의 흔한 특징이었으며, 왕과 족장들은 빈번히 동맹을 맺고 서로 전쟁을 벌였다.
그러나 이러한 견해는 때때로 R. 샴파칼락쉬미와 같은 학자들에 의해 의문이 제기된다. 그들은 초기 역사 시대 남인도의 도시화가 국가 정치 체제 내에서 발생한 것이 아니라고 주장한다. 대신, 이 시기는 군장국 또는 기껏해야 "잠재적 군주국"으로 특징지어진다. 벤다르 통치자들은 벼농사가 이루어지는 평야에 대해 제한적인 통제권만을 행사했으며, 주로 조공과 약탈에 의존하여 생계를 유지했다. 정기적이거나 광범위한 세금 제도는 없었으며, 중앙 집중적인 강제 권한도 없었다. 정치 조직은 공동체적 자원 소유를 기반으로 했으며, 생산은 친족 관계를 중심으로 구조화되었다. 권위는 약탈적인 자원 축적에 의해 지지되는 다양한 재분배적 사회 관계를 통해 유지되었다. 고대 남인도는 친족 기반의 재분배적 군장국 경제로 구성되었다. 생계는 주로 농목축업이었으며, 정치는 경쟁과 갈등에 의해 주도되었다. 이 학파의 학자들은 초기 역사 시대 남인도의 체라 통치자와 체라 정체를 각각 "군장"과 "군장국"이라는 용어를 사용하여 명시적으로 묘사한다.

## 사회와 문화

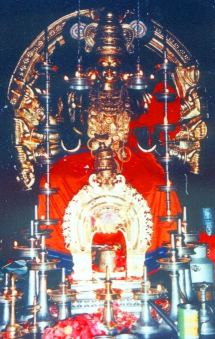
코둥갈루르 바가바티

초기 타밀 문헌 또는 상감 문학은 독특한 문화적 전통을 지닌 사회를 반영한다. 현존하는 상감 시는 종종 전쟁과 사랑의 주제를 찬양한다. 푸람 시는 통치자들의 용맹과 관대함을 칭송하는 반면, 아캄 시는 특정 지리적 경관과의 연관성을 통해 인간의 감정을 표현한다.
일반적으로 문학은 남인도 문화 전통과 당시 남부와 접촉하고 있던 북인도 문화 전통의 일부 요소를 반영한다. 체라 인구의 대부분은 타밀 지역의 나머지 지역과 마찬가지로 토착 드라비다 신앙 체계를 따랐을 것이다. 주목할 만한 것은 인간을 포함한 다양한 대상에 깃든 신성한 힘인 아난쿠에 대한 믿음이었다. 이것은 특정 의식과 의례의 수행을 통해 통제되었다. 아난쿠는 여성에게도 나타난다고 믿어졌는데, 순결한 여성에게는 통제되어 상서로운 잠재력을 지닌다는 생각이었다. 특정 공동체는 아난쿠를 조절하는 데 필요한 의식과 의례를 수행하는 임무를 맡았다. 다른 종교적 관행은 주로 무루간과 같은 신들에게 바치는 제물로 구성되었을 것이다. 타밀 지역에서는 나무 숭배와 다양한 종류의 조상 숭배와 함께 죽은 영웅 숭배가 흔했다. 전쟁의 여신 코라바는 아마도 풍성한 고기 제물과 팜 토디로 달래졌을 것이다. 코라바는 나중에 오늘날의 여신 두르가와 동화되었다.
- 북인도에서 브라만 이주민의 첫 번째 물결은 아마도 자이나교 및 불교 선교사들과 함께 또는 그 뒤를 이어 기원전 3세기경에 남인도에 도착했을 것이다.[84] 대다수의 인구는 토착 관습을 따랐지만, 소수의 사람들, 주로 이주민들은 자이나교, 불교 및 북인도 브라만교를 따랐다.[82]
- 고대 유대인과 성 토마스 기독교인 인구 또한 케랄라에 살았던 것으로 알려져 있다.[85][86]

바르나 계층은 초기 타밀 사회에서 제한적인 관련성을 가졌다. 자티 제도는 특히 공동 식사 및 사회적 상호작용에 대한 제약에서 반영되었듯이 이 사회의 특징이 아니었다. 그러나 초기 타밀 문헌은 초기 역사 시대 남인도 사회에서 "쿠디" 기반 사회 계층에 대해 언급한다. 쿠디는 씨족 기반의 혈통 집단으로, 생산과 관련이 있고 혈통 및 세습 직업과 관련되어 있었다.
초기 역사 시대 남인도에서는 여성들이 아마도 높은 지위를 누렸고(남인도 중세 시대와 비교했을 때), 시인, 음유시인, 음악가들은 사회에서 높은 평가를 받았다. 초기 타밀 문헌에는 궁정 시인에 대한 호화로운 후원에 대한 여러 언급이 포함되어 있다. 모든 성별의 전문 시인들은 후원 통치자를 칭찬하는 글을 썼고, 그 대가로 아낌없이 보상을 받았다. 남인도 마을에서 지방 행정을 위한 "사바" 제도는 초기 역사 시대에 시작된 것으로 추정된다.

## 경제
상감 시들은 고대 타밀 사회에서 농업, 어업, 목축업이 널리 퍼져 있었음을 나타낸다. 또한 인도양 해상 무역과 철 제련의 중요성도 강조한다. 남인도와 체라국의 초기 도시화 단계는 일반적으로 기원전 3세기부터 서기 3세기까지의 기간과 연관된다.
일부 학자들은 이러한 도시화가 사회경제적 변화에 의해 주도된 것이 아니라 외부 무역에 의해 자극되었다고 주장한다. 그러나 역사가들은 무역이 사회경제적 과정과 분리된 독립적인 요인으로 간주될 수 없으므로 이러한 견해를 받아들이기 어렵다고 생각한다.

### 향신료 무역

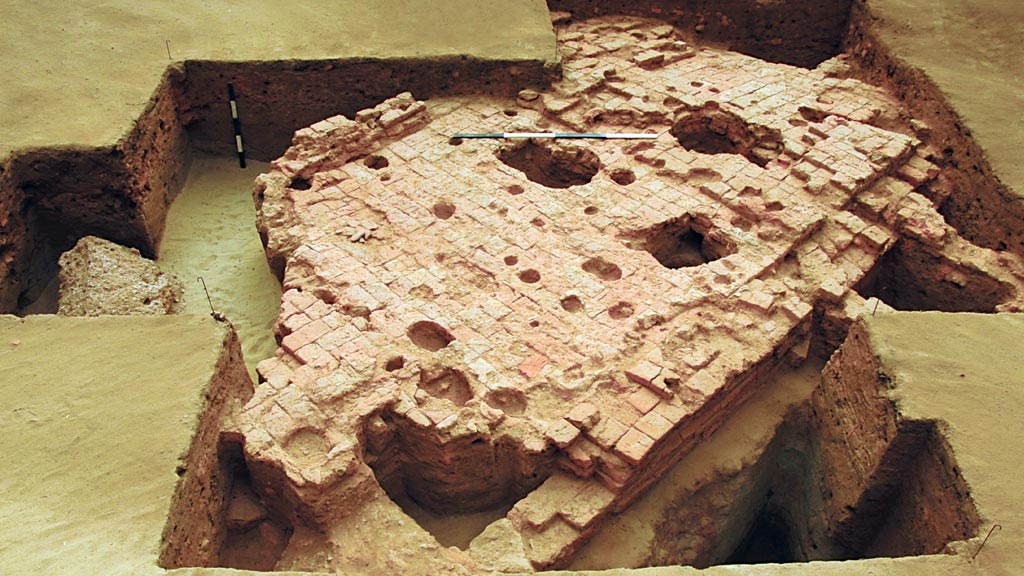
파타남 고고학 발굴지

지중해/중동에서 인도로 가는 길

그리스-로마 세계 또는 야바나족 상인 및 북인도와의 무역 관계는 남인도에 상당한 경제적 추진력을 제공했다. 주요 경제 활동은 인도양을 가로지르는 무역이었다. 체라를 언급하는 가장 오래된 그리스-로마 기록은 1세기의 가이우스 플리니우스 세쿤두스, 1세기 텍스트 에리트레아 항해지, 2세기의 클라우디오스 프톨레마이오스에 의해 작성되었다. 『에리트레아 항해지』는 체라 또는 "케프로보트라스" 영토 내의 무역을 상세하게 묘사한다. 체라국에 위치한 무지리스 또는 타밀어로 무치리 항구는 말라바르 해안에서 가장 중요한 중심지였으며, 『항해지』에 따르면 "로마인, 아랍인, 그리스인의 대형 선박이 풍부했다". 대량의 향신료, 상아, 목재, 진주, 보석 등이 체라국과 남인도에서 중동/지중해 지역으로 수출되었다.
아라비아에서 남인도로 직접 배를 운반하는 유리한 몬순 바람, 내륙 서고츠산맥의 이국적인 향신료 풍부함, 그리고 아라비아해와 고츠산맥을 연결하는 많은 강과 같은 지리적 이점은 체라족이 고대 남인도의 주요 세력이 될 수 있게 했다. 중동/지중해 그리스-로마 항해사들과의 향신료 및 기타 상품 무역은 아마도 서력기원 이전에 존재했으며 서기 1세기에 통합되었다. 1세기에 로마인들은 이집트를 정복했는데, 이는 아마도 인도양 향신료 무역에서 우위를 점하는 데 도움이 되었을 것이다.

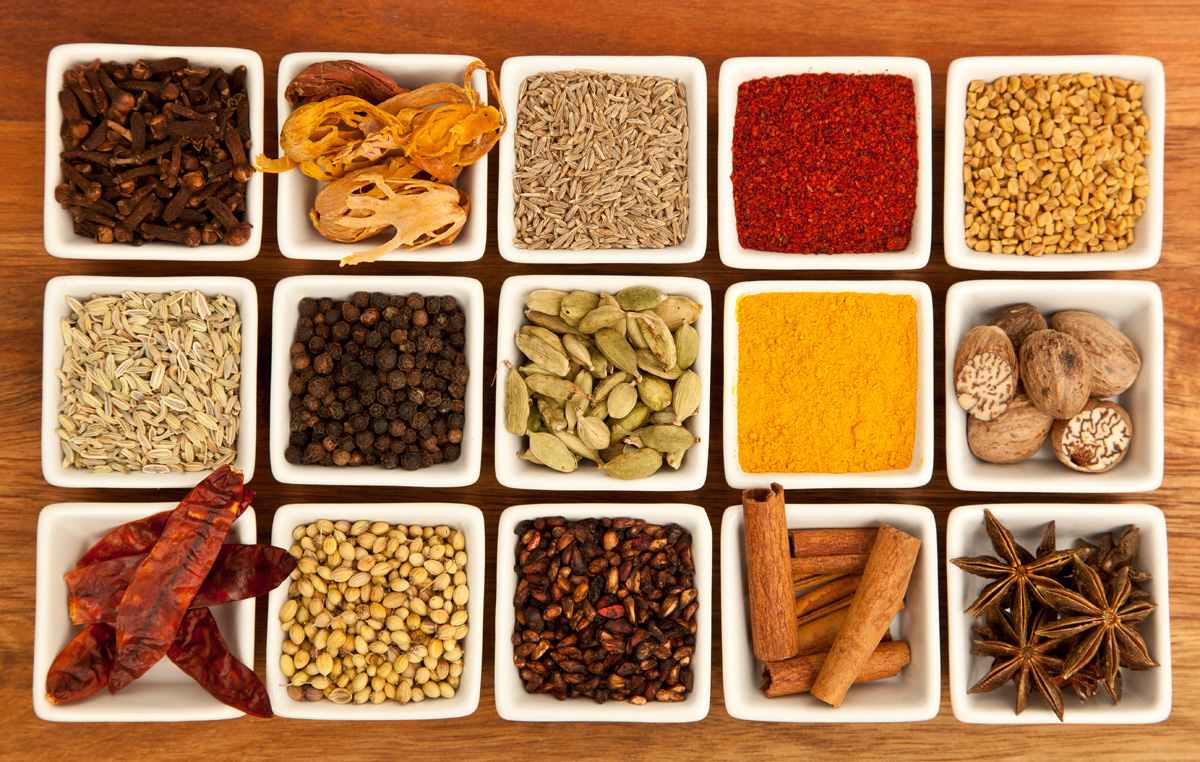
인도 향신료

그리스-로마인들은 후추와 같은 상품을 대가로 막대한 양의 금을 가져왔다. 케랄라와 타밀나두에서 발견된 로마 주화 묶음은 이러한 무역의 증거를 제공한다. 1세기 작가 플리니우스는 향신료, 비단, 면직물과 같은 사치품을 위해 "로마 금이 인도와 중국으로 유출되는 것"을 한탄했다. 인도양 향신료 무역은 3세기와 4세기에 로마 제국의 쇠퇴와 함께 줄어들었으며, 중국 및 아랍/중동 항해사들로 대체되었다.
고대 체라국과 남인도, 그리고 중동/지중해 지역 간의 향신료 무역의 본질은 논쟁의 여지가 있다. 지중해 세계와의 이러한 무역이 체라와 판디아와 같은 지역 통치자 및 상인들에 의해 동등한 조건으로 수행되었는지 여부는 여전히 불확실하다. 그러나 초기 타밀 시들은 이 통치자들이 인도양 향신료 무역과 관련된 사치품의 소비자였음을 기록한다. 그들은 또한 항구를 개발하고 초보적인 통행료와 관세를 부과함으로써 장거리 해상 무역에 참여했을 가능성이 있다.

### 철 기술

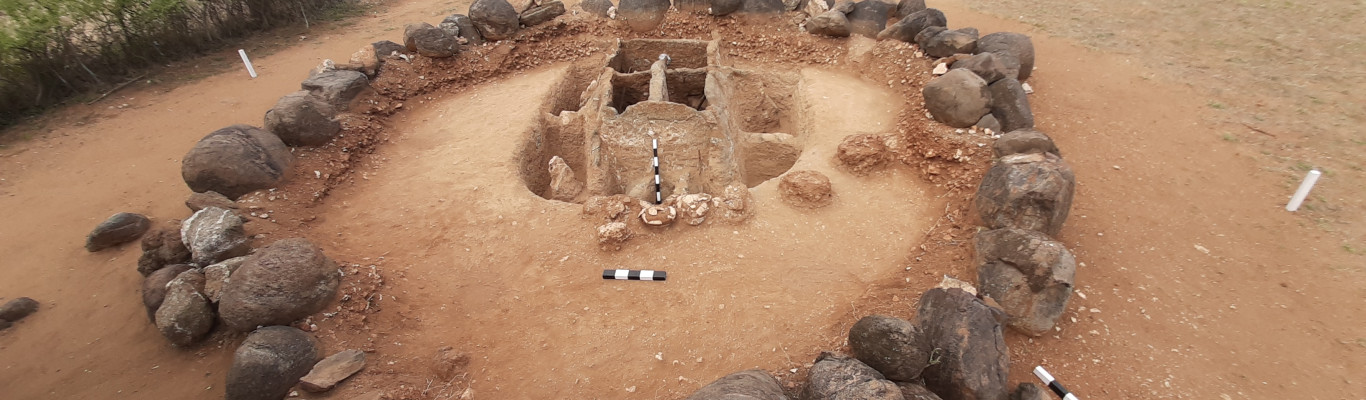
코두마날 발굴 현장

남아시아의 고탄소강에 대한 고대 타밀어, 그리스어, 로마어 문헌에는 여러 언급이 있다. 도가니 강철 생산 과정은 아마도 기원전 6세기부터 남인도(타밀나두의 코두마날, 텔랑가나주의 골콘다, 카르나타카주)와 스리랑카에서 시작되었을 것이다. 로마인들은 이 강철을 "세계에서 가장 좋은 강철"이라고 불렀고 "세릭"이라고 언급했다. 이것은 아마도 기원전 5세기 초까지 중동/지중해 세계로 수출되었을 것이다.
이 강철은 "우츠(wootz)"라고 알려진 강철 철분 케이크 형태로 수출되었다. 우츠 강철은 숯 가마 안의 밀봉된 점토 도가니에서 탄소 존재 하에 검은 자철석 광석을 가열하여 슬래그를 완전히 제거하여 생산되었다. 다른 방법은 광석을 제련하여 연철을 얻은 다음, 가열하고 망치질하여 슬래그를 제거하는 것이었다. 탄소원은 아마도 대나무 나무와 아바라이(세나 아우리쿨라타)와 같은 식물의 잎이었을 것이다. 중국인과 스리랑카인은 아마도 기원전 5세기까지 남인도에서 우츠 강철 생산 방법을 채택했을 것이다.
스리랑카에서는 이 초기 제강법이 몬순 바람으로 구동되는 독특한 풍로를 사용했다. 초기 역사 시대의 생산지는 아누라다푸라, 티사마하라마, 사마날라웨와에서 발견되었으며, 남인도 코두마날에서 수입된 철 및 강철 유물도 발견되었다. 스리랑카 남동부 티사마하라마의 기원전 2세기경 타밀 무역 길드는 초기 역사 시대 남인도에서 가장 오래된 철 및 강철 유물과 생산 과정을 섬으로 운반했다.

## 유산

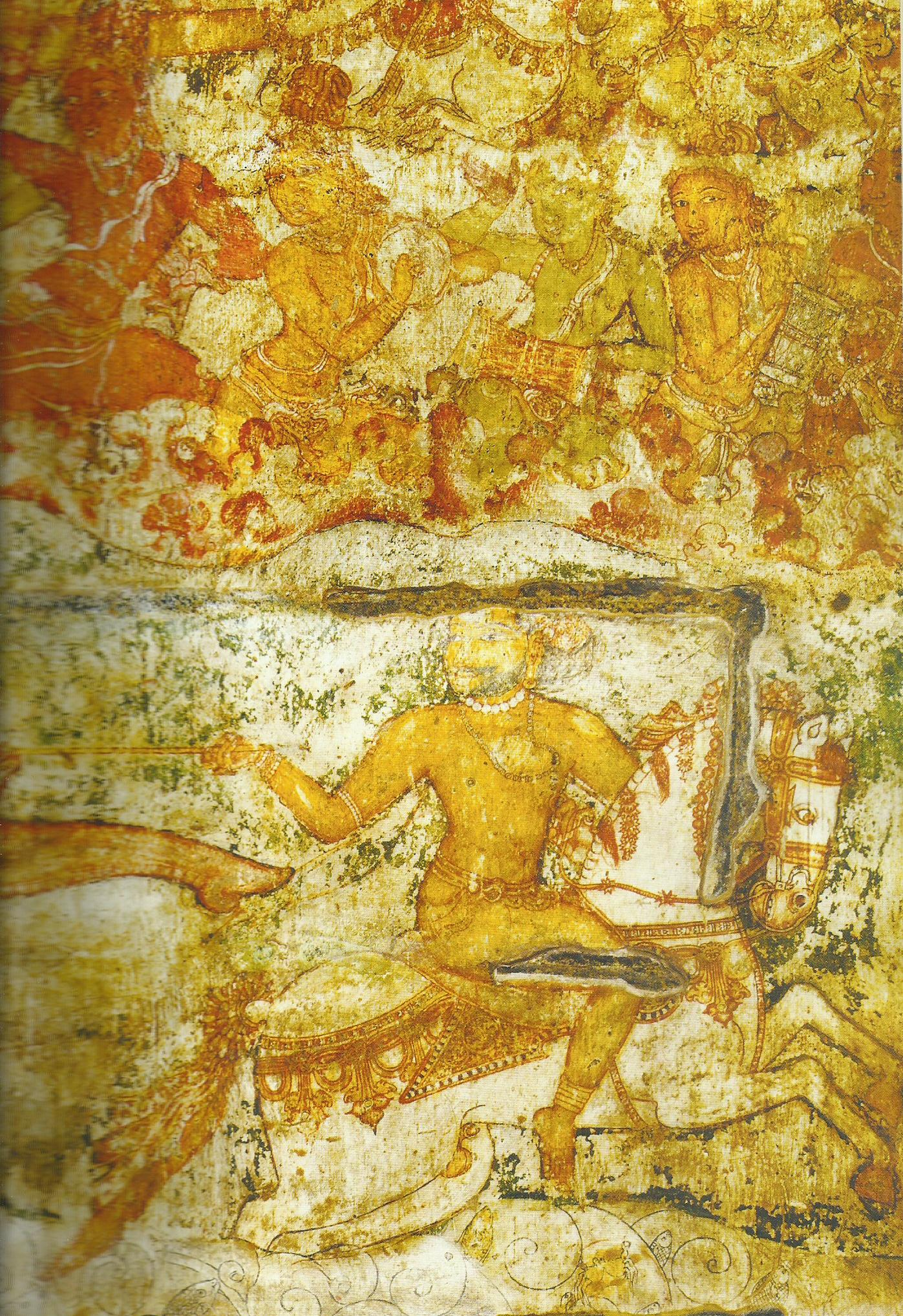
체라만 페루말 나야나르의 묘사

5세기 이후, 체라의 영향력은 초기 역사 시대 또는 팔라바 이전 시대에 비해 크게 감소했다. 이 시기 동안 체라에 대해서는 비교적 알려진 바가 거의 없다. 콩구 지역 카루르의 체라 방계인 "케랄라족"은 현재의 케랄라주를 포함하여 이전 체라 영토를 지배했던 것으로 보인다.
이 지역은 칼라브라 왕조의 부상으로 영향을 받았고, 그 다음에는 찰루키아 왕조와 팔라바 왕조-판디아 왕조의 지배, 그리고 라슈트라쿠타 제국과 촐라 왕조의 부상으로 영향을 받았다. 현재의 중앙 케랄라는 서기 9세기경에 더 큰 "콩구 체라"/"케랄라 왕국"에서 분리되어 "체라 페루말 왕국"을 형성했을 가능성이 있다. 케랄라의 중세 체라 왕국은 이웃 촐라 및 판디아 왕조와 우호적 관계와 적대적 관계를 번갈아 가졌다. 촐라족은 나중에 이 왕국을 공격하여 결국 복종시켰다(서기 11세기 초), 주로 중동과의 인도양 향신료 무역 독점을 깨기 위함이었다. 12세기 초 케랄라의 체라 왕국이 해체되자, 대부분의 자치 족장국들은 독립했다. 학자들은 알바르 성인 쿨라세카라와 나야나르 성인 체라만 페루말(문자 그대로 "체라 왕")을 가장 초기 페루말 중 일부로 식별하는 경향이 있다. 왕국의 콜람 항구는 중동 및 동남아시아와의 인도양 무역의 주요 중심지였다. 이 시기 동안 체라족은 판디아 왕조와 함께 바테주투 문자를 광범위하게 사용했다. 베나드 왕국에서 통치 가문인 쿨라세카라족은 체라 왕조로도 알려져 있었다.

## 같이 보기
- 촐라 왕조
- 판디아 왕조
- 팔라바 왕조

### 인용된 서적
- Thapar, Romila (2004) [2002]. 《Early India: From the Origins to AD 1300》. Berkeley: University of California Press. ISBN 9780520242258.
- Menon, A. Sreedhara (2007) [1967]. 《A Survey of Kerala History》. Kottayam (Kerala): D C Books. ISBN 978-8126415786.
  - Menon, A. Sreedhara (1967). 《A Survey of Kerala History》 (영어). Sahitya Pravarthaka Co-operative Society. OCLC 555508146.
- Menon, A. Sreedhara (2011) [1987]. 《Kerala History and its Makers》 (영어). Kottayam: D C Books. ISBN 978-81-264-3782-5.
- Kulke, Hermann; Rothermund, Dietmar (2004). 《A History of India》 Four판. Routledge. ISBN 9780415329200.
- Karashima, Noboru (2014). 《A Concise History of South India: Issues and Interpretations》 (영어). 옥스퍼드 대학교 출판부. ISBN 9780198099772.
- Zvelebil, Kamil (1975). 《Tamil Literature》. Brill. ISBN 978-90-04-04190-5.
- Zvelebil, Kamil (1973). 《The Smile of Murugan: On Tamil Literature of South India》. Brill Academic Publishers. ISBN 978-90-04-03591-1.
- Zvelebil, Kamil (1992). 《Companion Studies to the History of Tamil Literature》. E. J. Brill. ISBN 9004093656.
- Caldwell, Robert (1998) [1913]. 《A Comparative Grammar of the Dravidian or South-Indian Family of Languages》 3판. Asian Educational Services. ISBN 978-81-206-0117-8.
- Narayanan, M. G. S. (2013) [1972]. 《Perumals of Kerala》. Thrissur: CosmoBooks. ISBN 9788188765072.
- Shulman, David (2016). 《Tamil: A Biography》. Cambridge: The Belknap Press of Harvard University Press. ISBN 978-0-674-97465-4.
- Aiyar, K. G. Sesha (1937). 《Chera Kings of the Sangam Period》. London: Luzac and Co.
- Majumdar, S. B. (2016). 〈Money Matters: Indigenous and Foreign Coins in the Malabar Coast〉.   K. S. Mathew. 《Imperial Rome, Indian Ocean Regions and Muziris: New Perspectives on Maritime Trade》. Cambridge: Routledge.
- Sastri, K. A. Nilakanta (1955). 《A History of South India》. Oxford University Press.
- Kanakasabhai, V. (1997) [1904]. 《The Tamils Eighteen Hundred Years Ago》. Asian Educational Services. ISBN 978-81-206-0150-5.
- Keay, John (2001) [2000]. 《India: A History》. Grove Press. ISBN 0-8021-3797-0.
- McLaughlin, Raoul (2010). 《Rome and the Distant East: Trade Routes to the Ancient Lands of Arabia, India and China》. London: Continuum. ISBN 9781441162236.
- Slapak, Orpa, 편집. (2003). 《The Jews of India: A Story of Three Communities》. The Israel Museum, Jerusalem. ISBN 965-278-179-7.
- Pillai, Vaiyapuri (1956). 《History of Tamil Language and Literature: Beginning to 1000 AD》. Madras: New Century Book House.
- Ramachandran, M. (1991). 《The Spring of the Indus Civilisation》. Madras: Prasanna Pathippagam.
- Singh, Upinder (2024) [2008]. 《A History of Ancient and Early Medieval India: from the Stone Age to the 12th Century》 2판. 뉴델리: Pearson India. ISBN 978-93-570-5618-2.
- Mahadevan, Iravatham (2003). 《Early Tamil Epigraphy: From the Earliest Times to the Sixth Centuy AD》. Harvard Oriental Series. Cre-A and Harvard University.

### 백과사전 항목
- Balfour, Edward, 편집. (1871). 〈Muziris〉. 《Cyclopaedia of India and of Eastern and Southern Asia》 (영어) II 2판.
- Dalziel, N. R. (2016). 〈Pandyan Empire〉.   J. M. MacKenzie. 《The Wiley Blackwell Encyclopedia of Empire》 (영어). 1–3쪽. doi:10.1002/9781118455074.wbeoe416. ISBN 9781118455074.
- Thapar, Romila (2018). 〈India (History): Southern Indian Kingdoms〉. 《Encyclopedia Britannica》 (영어).
- Tikkanen, Amy, 편집. (2018). 〈Silappathikaram〉. 《Encyclopedia Britannica》 (영어).
- P. Gregorios and R. G. Roberson, 편집. (2008). 〈Muziris〉. 《The Encyclopedia of Christianity》 (영어) 5. ISBN 9780802824172.
- Pletcher, Kenneth, 편집. (2018). 〈Cera Dynasty〉. 《Encyclopedia Britannica》 (영어).

### 학술지 논문
- Fawcett, F. (1901). 《Notes on the Rock Carvings in the Edakal Caves, Wynaad》. 《The Indian Antiquary》 (영어) XXX. 409–421쪽.
- Fischel, Walter J. (1967). 《The Exploration of the Jewish Antiquities of Cochin on the Malabar Coast》. 《Journal of the American Oriental Society》 87. 230–248쪽. doi:10.2307/597717. JSTOR 597717.
- Ganesh, K. N. (2009). 《Historical Geography of Natu in South India with Special Reference to Kerala》. 《Indian Historical Review》 (영어) 36. 3–21쪽. doi:10.1177/037698360903600102. S2CID 145359607.
- Gurukkal, Rajan (2002). 《Did State Exist in the Pre-Pallavan Tamil Region?》. 《Proceedings of the Indian History Congress》 (영어) 63. 198–150쪽. JSTOR 44158082.
- Gurukkal, Rajan (2015). 《Classical Indo-Roman Trade: A Misnomer in Political Economy》. 《Economic and Political Weekly》 (영어) 48.
- Subbarayalu, Y. (2015). 《Trade Guilds of South India up to the Tenth Century》. 《Studies in People's History》 (영어) 02. 21–26쪽. doi:10.1177/2348448915574403. S2CID 133144002.
- Veluthat, Kesavan (2018). 《History and Historiography in Constituting a Region: The Case of Kerala》. 《Studies in People's History》 (영어) 5. 13–31쪽. doi:10.1177/2348448918759852. ISSN 2348-4489. S2CID 166060066.

### 잡지 기사
- Champakalakshmi, R. (2003). “Early Tamil Epigraphy: From the Earliest Times to the Sixth Century AD (Review)”. 《Frontline Magazine》 (The Hindu).
- “Digging up the Past”. 《Frontline Magazine》 (The Hindu). 2012.

### 신문 보도/특집
- Subramanian, T. S. (2012년 2월 9일). “Edakal Cave Yields One More Tamil-Brahmi Inscription”. 《The Hindu》. ISSN 0971-751X.
- Subramanian, T. S. (2007년 1월 28일). “Roman Connection in Tamil Nadu”. 《The Hindu》.
- Sudhi, K. S. (2004년 4월 30일). “Copper Coins of Adi Chera Period Excavated”. 《The Hindu》.
- Bhanj, J. D. (2014년 12월 3일). “Artefacts from the Lost Port of Muziris”. 《The Hindu》.
- Nair, C. G. (2009년 5월 3일). “Pattanam Richest Indo-Roman Site on Indian Ocean Rim”. 《The Hindu》.